# Agda Persdotter
Agda Persdotter (fl. XVI secolo) fu la prima amante ufficiale di Eric XIV di Svezia (1533-1573).

## Biografia
Era figlia del ricco mercante Peder Klementsson.
La loro relazione iniziò quando Eric era ancora principe e continuò anche dopo il 1560.
Diede al re quattro figli:
- Margareta Eriksdotter (1558–Horn, 11 novembre 1618), sposò nel 1592 Olov Simonsson, vicario di Horn.
- Virginia Eriksdotter (Kalmar, 1º gennaio 1559-Odensjö, 1633), sposò nel 1585 Hakon Knutsson Hand ed ebbe discendenza;
- Constantia Eriksdotter (Stoccolma, 13 giugno 1560–Odenfors, 24 gennaio 1649), sposò nel 1594 Henrik Frankelin ed ebbe discendenza;
- Lucretia Eriksdotter (Söderköping, 1º aprile 1564–1590) morì giovane e forse sposò Daniel Zelow.

Tutti i figli illegittimi di Eric XIV vennero affidati prima a Cecilia Vasa e poi a Elisabetta Vasa.
Nel 1561 sposò Joakim Fleming e sembrò che la relazione con il re fosse finita. Dal matrimonio nacque una figlia:
- Anna (1562-?).

Nel 1563, quando rimase vedova, tornò a frequentare il re, il quale però ebbe contemporaneamente anche altre amanti. Nel 1565 Karin Månsdotter però riuscì ad essere la sua sola amante.
Si risposò con Christoffer Olsson Strale, sceriffo di Stegeborg.